# Eendracht
L’Eendracht (Unité en néerlandais) est une goélette à trois mâts des Pays-Bas, construite en 1989. Sa conception a pour but de permettre à tous ses occupants, quel que soit leur âge, de naviguer sur un grand bateau.
De mai à septembre, l’Eendracht navigue sur les eaux d'Europe du Nord. Puis elle se déplace vers les Canaries quand l'hiver arrive. Pendant les vacances d'été, seuls les jeunes de 15 à 25 ans sont pris à bord, afin de participer à de grandes courses comme la Tall Ships' Races.

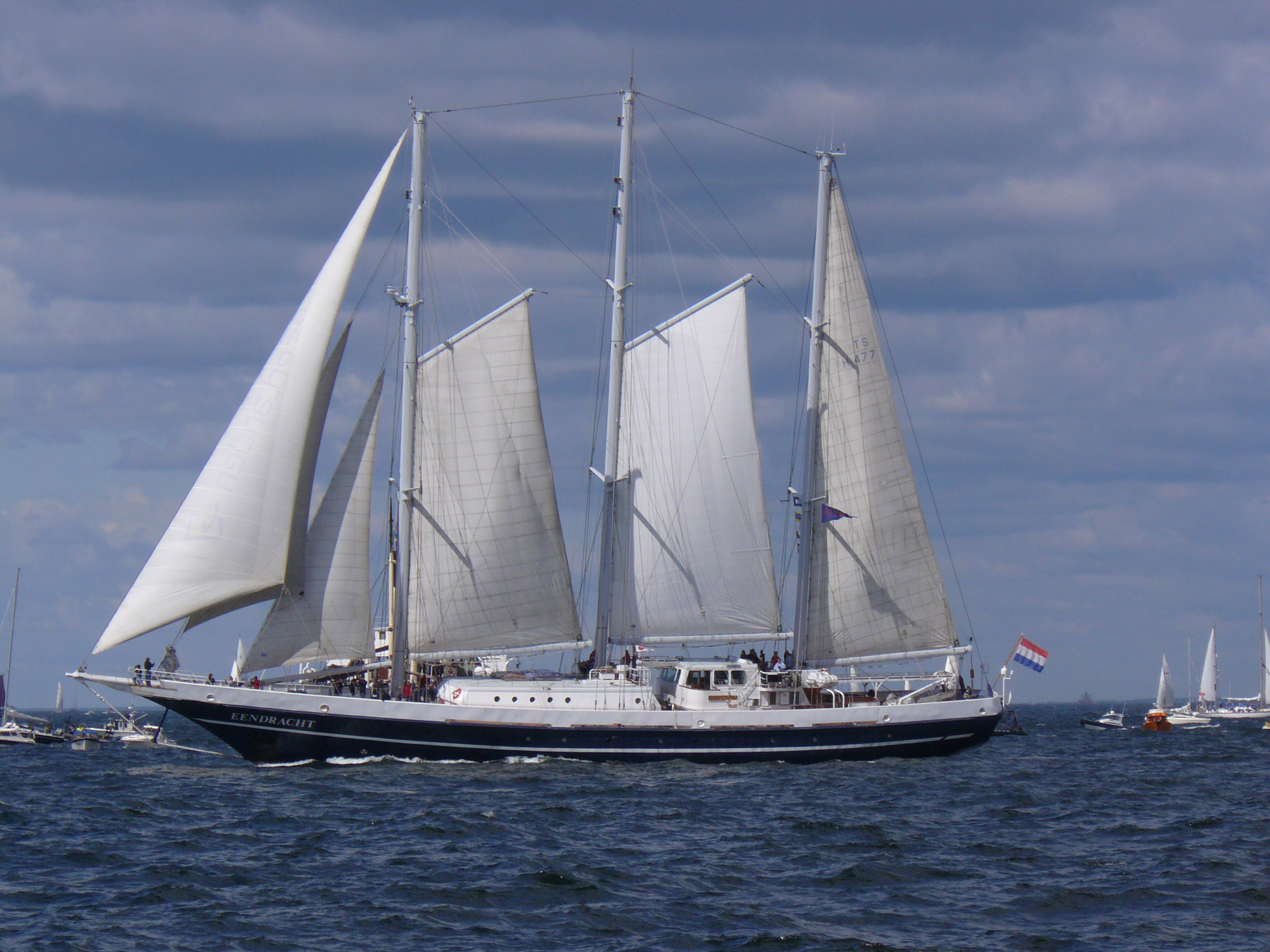
Endracht

Elle a participé à l'Armada 2008.